# Mykolajiv rajon
Mykolajiv rajon (ukrainsk: Миколаївський район, tr. Mykolajivskij rajon) er en af 4 rajoner i Mykolajiv oblast i Ukraine, hvor Mykolajiv rajon er beliggende mellem Voznesensk rajon mod nord, Basjtanka rajon mod øst, Kherson oblast (hvor der medio juli 2022 stod russiske besættelsesstyrker) mod sydøst, Sortehavet mod syd, og og Odessa oblast mod vest. Mykolajiv rajon gennemskæres af floden Sydlige Buh, som udmunder i Sortehavet. Byen Mykolajiv ligger på Sydlige Buhs østlige bred og er en vigtig havneby med en stor skibsværftsindustri.
Efter Ukraines administrative reform fra juli 2020 omfatter Mykolajiv rajon byerne Mykolajiv og Otjakiv, samt dertil 4 forskellige hidtil selvstændige rajoner. Det samlede befolkningstal for Mykolaiv rajon er dermed 656.300.
Som et eksempel på rajonens uddannelsesinstitutioner i relation til værftsindustrien kan nævnes Mykolajivs "Admiral Makarov Nationale Universitet for Skibsbyggeri", som den 15. juli 2022 blev ramt af 5 russiske missiler.
Admiral (Stepan) Makarov var i øvrigt en markant figur, der var født i Nikolajev i det russiske imperium i slutningen af 1848 efter gammel kalender. Det kan oversættes til, at han var født i nutidens Mykolajiv, i starten af 1849 efter den nye kalender. Han gjorde på flere måder pionerarbejder, bl.a. inden for konstruktion af isbrydere. Men han omkom i 1904 under den russisk-japanske krig, da hans skib Petropavlovsk under flugt fra en japansk fælde stødte på en mine ud for den fjernøstlige flådebase Port Arthur.
Blandt alumner fra det "Nationale Universitet for Skibsbyggeri, opkaldt efter Admiral Makarov" kan nævnes Vitalij Kim, guvernør for Mykolajiv oblast og udpeget dertil af præsident Zelenskij i november 2020. Vitalij Kim er uddannet i virksomhedsøkonomi på nævnte universitet. Kim har koreansk baggrund, men er født i Mykolajiv.